# Janette Habel
Jeannette Pienkny, dite Janette Habel, née en 1938, est une militante politique et politologue française, spécialiste de l'Amérique latine.

## Biographie
Elle a été membre du bureau national de l'Union des étudiants communistes de 1958 à 1960. En 1966, elle a participé à la création de la Jeunesse communiste révolutionnaire. Elle a fait partie du bureau politique de la Ligue communiste révolutionnaire sous le nom de « Janette Habel ». Dans l'émission de France Culture du 6 mars 2013, Culture Matin de Marc Voinchet, elle déclare que son pseudonyme était « Clélia ».
C'est sous le nom de « Janette Habel » qu'elle poursuit sa carrière politique et sa carrière universitaire. Docteure en sociologie politique (1994), elle enseigne notamment à l'Institut des hautes études de l'Amérique latine où elle est maîtresse de conférences en 2009. Plus de quarante ans après son premier séjour avec l'UEC, Cuba continue d'être l'un de ses principaux sujets d'intérêt,,.
Elle fut membre du bureau politique de la Ligue communiste révolutionnaire jusqu'en 2000 et bifurqua ensuite vers Attac. 
En 2014, aux côtés de nombreuses autres personnalités, et de l'association Les Citoyens Constituants, elle signe l'appel du Mouvement pour la sixième République initié par Jean-Luc Mélenchon et le Parti de gauche.
Mélenchoniste active, elle fait partie du conseil scientifique de la Fondation de La France insoumise, l'Institut La Boétie,. 

## Publications
- (es) Avec Fidel Castro, Proceso al sectarismo, Buenos Aires, Jorge Alvarez, 1965
- Ruptures à Cuba : le castrisme en crise (préface de François Maspero), Montreuil, La Brèche-PEC, 1989  (ISBN 2-902524-78-1)